# Serapicamptis andaluciana
Serapicamptis andaluciana là một loài thực vật có hoa trong họ Lan. Loài này được (B.Baumann & H.Baumann) H.Kretzschmar, Eccarius & H.Dietr. mô tả khoa học đầu tiên năm 2007.